# Сараевка II
Сара́евка-2 — закрытая железнодорожная станция на линии Сараевка — Старый Оскол.

## История
В 1980-х планировалось электрифицировать (система переменного тока 25 кВ) линию Сараевка — Старый Оскол, для этих целей в 2 км от станции Сараевка была построена новая станция, получившая название Сараевка-2. Предполагалось, что Сараевка-2 будет станцией стыкования(линия Курск — Белгород электрифицирована постоянным током). Впоследствии от планов электрификации было решено отказаться и в 2002 году Сараевка-2 была закрыта и переведена в разряд остановочных пунктов. В декабре 2008 года остановка пригородных поездов на платформе Сараевка-2 была отменена. По состоянию на 2010 год станция Сараевка II обозначена на карте ЮВЖД, размещённой на официальном сайте
В настоящее время станция фактически представляет собой путевой пост, расположенный в границах станции Сараевка, но не являющийся самостоятельным раздельным пунктом. Чуть западнее расположены два пересекающих Харьковское направление заброшенных путепровода, ранее предназначавшиеся для так и не построенной транспортной развязки, которая должна была обеспечить движение как в сторону Белгорода, так и Москвы (без смены направления движения).

## Перспективы развития
До 2018 года в рамках разрабатываемой Федеральной целевой программы развития железнодорожного транспорта на Белгородском отделении Юго-Восточной железной дороги планируется электрифицировать участок Стойленская — Сараевка протяженностью 83 км. В связи с этим возможно восстановление станции Сараевка-2.